# Đội tuyển bóng đá quốc gia Botswana
Đội tuyển bóng đá quốc gia Botswana (tiếng Anh: Botswana national football team) là đội tuyển của Hiệp hội bóng đá Botswana và đại diện cho Botswana trên bình diện quốc tế.
Trận thi đấu quốc tế đầu tiên của đội tuyển Botswana là trận gặp đội tuyển Malawi vào năm 1968. Đội chưa từng vượt qua vòng loại World Cup nhưng đã có một lần tham dự cúp bóng đá châu Phi vào năm 2012. Tại giải năm đó, đội đã để thua cả ba trận trước Ghana, Mali và Guinée nên phải dừng bước ở vòng bảng.

## Danh hiệu
- Vô địch COSAFA: 0

Hạng ba: 2006; 2007

## Thành tích quốc tế

### Giải bóng đá vô địch thế giới
- 1930 đến 1990 - Không tham dự
- 1994 - Không vượt qua vòng loại
- 1998 - Không tham dự
- 2002 đến 2022 - Không vượt qua vòng loại

### Cúp bóng đá châu Phi
Botswana mới một lần tham dự vòng chung kết Cúp bóng đá châu Phi và bị loại từ vòng bảng.
| Cúp bóng đá châu Phi | Cúp bóng đá châu Phi | Cúp bóng đá châu Phi | Cúp bóng đá châu Phi | Cúp bóng đá châu Phi | Cúp bóng đá châu Phi | Cúp bóng đá châu Phi | Cúp bóng đá châu Phi | Cúp bóng đá châu Phi | Cúp bóng đá châu Phi |
| Vòng chung kết: 1    | Vòng chung kết: 1    | Vòng chung kết: 1    | Vòng chung kết: 1    | Vòng chung kết: 1    | Vòng chung kết: 1    | Vòng chung kết: 1    | Vòng chung kết: 1    | Vòng chung kết: 1    | Vòng chung kết: 1    |
| Năm                  | Thành tích           | Thứ hạng1            | Số trận              | Thắng                | Hòa2                 | Thua                 | Bàn thắng            | Bàn thua             |                      |
| -------------------- | -------------------- | -------------------- | -------------------- | -------------------- | -------------------- | -------------------- | -------------------- | -------------------- | -------------------- |
| 1957 đến 1992        | Không tham dự        | Không tham dự        | Không tham dự        | Không tham dự        | Không tham dự        | Không tham dự        | Không tham dự        | Không tham dự        |                      |
| 1994 đến 2010        | Vòng loại            | Vòng loại            | Vòng loại            | Vòng loại            | Vòng loại            | Vòng loại            | Vòng loại            | Vòng loại            |                      |
| 2012                 | Vòng 1               | 16 / 16              | 3                    | 0                    | 0                    | 3                    | 2                    | 9                    |                      |
| 2013 đến 2023        | Vòng loại            | Vòng loại            | Vòng loại            | Vòng loại            | Vòng loại            | Vòng loại            | Vòng loại            | Vòng loại            |                      |
| 2025                 | Vượt qua vòng loại   | Vượt qua vòng loại   | Vượt qua vòng loại   | Vượt qua vòng loại   | Vượt qua vòng loại   | Vượt qua vòng loại   | Vượt qua vòng loại   | Vượt qua vòng loại   |                      |
| 2027                 | Chưa xác định        | Chưa xác định        | Chưa xác định        | Chưa xác định        | Chưa xác định        | Chưa xác định        | Chưa xác định        | Chưa xác định        |                      |
| Tổng cộng            | 1 lần vòng 1         | 1 lần vòng 1         | 3                    | 0                    | 0                    | 3                    | 2                    | 9                    |                      |

- ^1 Thứ hạng ngoài bốn hạng đầu (không chính thức) dựa trên so sánh thành tích giữa những đội tuyển vào cùng vòng đấu
- ^2 Tính cả những trận hoà ở vòng đấu loại trực tiếp phải giải quyết bằng sút luân lưu
- ^3 Do đặc thù châu Phi, có những lúc tình hình chính trị hoặc kinh tế quốc gia bất ổn nên các đội bóng bỏ cuộc. Những trường hợp không ghi chú thêm là bỏ cuộc ở vòng loại

## Đội hình hiện tại
Đây là đội hình tham dự vòng loại cúp bóng đá châu Phi 2015 gặp Guiné-Bissau vào các ngày 19 tháng 7 và 2 tháng 8 năm 2014.
Cập nhật thống kê đến ngày 14 tháng 7 năm 2014.
|  | TM | Kabelo Dambe           | 10 tháng 5, 1990 (21 tuổi)    | 18 | 0  | Township Rollers       |  |  |
|  | TM | Mwampole Masule        | 5 tháng 9, 1991 (22 tuổi)     | 1  | 0  | Township Rollers       |  |  |
|  | TM | Wagarre Dikago         |                               | 0  | 0  | Extension Gunners      |  |  |
|  | TM | Bokamoso Moeba         |                               | 0  | 0  | Police XI              |  |  |
|  |    |                        |                               |    |    |                        |  |  |
|  | HV | Edwin Olerile          | 15 tháng 7, 1986 (25 tuổi)    | 24 | 0  | Gaborone United        |  |  |
|  | HV | Oscar Ncenga           | 27 tháng 2, 1984 (27 tuổi)    | 21 | 0  | Township Rollers       |  |  |
|  | HV | Leutlwetse Tshireletso | 25 tháng 8, 1985 (28 tuổi)    | 4  | 0  | Township Rollers       |  |  |
|  | HV | Moshe Gaolaolwe        | 25 tháng 12, 1993 (19 tuổi)   | 3  | 0  | Botswana Defence Force |  |  |
|  | HV | Otlantshekela Mooketsi |                               | 3  | 0  | Township Rollers       |  |  |
|  | HV | Obonye Moswate         | 8 tháng 6, 1986 (27 tuổi)     | 3  | 0  | Township Rollers       |  |  |
|  | HV | Pelontle Lerole        |                               | 0  | 0  | Botswana Defence Force |  |  |
|  |    |                        |                               |    |    |                        |  |  |
|  | TV | Mogogi Gabonamong      | 10 tháng 9, 1982 (29 tuổi)    | 47 | 2  | SuperSport United      |  |  |
|  | TV | Joel Mogorosi          | 2 tháng 8, 1984 (27 tuổi)     | 42 | 6  | Bloemfontein Celtic    |  |  |
|  | TV | Ofentse Nato           | 1 tháng 10, 1989              | 34 | 3  | Atlético de Kolkata    |  |  |
|  | TV | Boitumelo Mafoko       | 11 tháng 2, 1982 (29 tuổi)    | 23 | 1  | Botswana Defence Force |  |  |
|  | TV | Jackie Mothatego       | 18 tháng 2, 1987 (24 tuổi)    | 23 | 1  | Gaborone United        |  |  |
|  | TV | Onalethata Tshekiso    | 14 tháng 5, 1981 (30 tuổi)    | 17 | 1  | Mochudi Centre Chiefs  |  |  |
|  | TV | Bonolo Phuduhudu       | 25 tháng 9, 1985 (27 tuổi)    | 5  | 1  | Botswana Defence Force |  |  |
|  | TV | Thato Ogopotse         |                               | 2  | 1  | Botswana Defence Force |  |  |
|  | TV | Karabo Phiri           |                               | 2  | 1  | Gaborone United        |  |  |
|  | TV | Kabelo Seakanyeng      |                               | 2  | 0  | Botswana Defence Force |  |  |
|  | TV | Mandla Mgadla          | 18 tháng 2, 1987 (27 tuổi)    | 1  | 0  | Gaborone United        |  |  |
|  | TV | Galebgwe Moyana        |                               | 1  | 0  | Mochudi Centre Chiefs  |  |  |
|  |    |                        |                               |    |    |                        |  |  |
|  | TĐ | Jerome Ramatlhakwane   | 3029 tháng 10, 1985 (26 tuổi) | 37 | 18 | Don Bosco              |  |  |
|  | TĐ | Lemponye Tshireletso   | 21 tháng 9, 1984 (27 tuổi)    | 28 | 8  | Mochudi Centre Chiefs  |  |  |
|  | TĐ | Mogakolodi Ngele       | 6 tháng 10, 1990 (23 tuổi)    | 20 | 2  | Platinum Stars         |  |  |
|  | TĐ | Onkabetse Makgantai    |                               | 1  | 1  | Nico United            |  |  |
|  | TĐ | Unobatsha Mbaiwa       |                               | 1  | 0  | BMC                    |  |  |

### Triệu tập gần đây
|    | TM | Noah Maposa              | 3 tháng 6, 1985 (26 tuổi)   | 17 | 0 | Gaborone United        |  |  |
| 23 | TM | Michael Pepukani         | 29 tháng 4, 1989 (24 tuổi)  | 2  | 0 | Township Rollers       |  |  |
|    |    |                          |                             |    |   |                        |  |  |
|    | HV | Moreetsi Mosimanyana     | 5 tháng 5, 1985 (23 tuổi)   | 3  | 0 | Botswana Defence Force |  |  |
|    | HV | Osego Gaotewe            | 28 tháng 3, 1987 (26 tuổi)  | 1  | 0 | Gaborone United        |  |  |
|    | HV | Kaelo Kgaswane           | 22 tháng 12, 1992 (20 tuổi) | 1  | 0 | Gaborone United        |  |  |
|    | HV | Gogontle Marumo          |                             | 0  | 0 | Uniao Flamengo Santos  |  |  |
|    | HV | Simisani Mathumo         | 8 tháng 12, 1989 (24 tuổi)  | 0  | 0 | Township Rollers       |  |  |
|    | HV | Agisanyang Ramaabya      | 17 tháng 10, 1982 (31 tuổi) | 0  | 0 | Extension Gunners      |  |  |
| 5  | HV | Mompati Thuma            | 5 tháng 4, 1980 (33 tuổi)   | 73 | 1 | Botswana Defence Force |  |  |
| 21 | HV | Tshepo Motlhabankwe      | 17 tháng 3, 1980 (31 tuổi)  | 58 | 2 | Mochudi Centre Chiefs  |  |  |
| 2  | HV | Gaopatwe Seosenyeng      | 25 tháng 1, 1988 (25 tuổi)  | 3  | 0 | Gaborone United        |  |  |
| 2  | HV | Ndiapo Letsholathebe     | 25 tháng 2, 1983 (28 tuổi)  | 60 | 0 | Botswana Defence Force |  |  |
| 3  | HV | Mosimanegape Ramoshibidu | 22 tháng 2, 1982 (29 tuổi)  | 20 | 0 | BMC                    |  |  |
|    |    |                          |                             |    |   |                        |  |  |
|    | TV | Sekhana Koko             | 5 tháng 6, 1989 (21 tuổi)   | 10 | 0 | Township Rollers       |  |  |
|    | TV | Lebogang Ditsele         | 20 tháng 4, 1996 (18 tuổi)  | 2  | 0 | Jwaneng Comets         |  |  |
|    | TV | Keorapetse Seloiso       |                             | 1  | 0 | Notwane                |  |  |
| 7  | TV | Dirang Moloi             | 28 tháng 11, 1985 (26 tuổi) | 19 | 0 | Don Bosco              |  |  |
| 15 | TV | Galabgwe Moyana          | 24 tháng 5, 1990 (21 tuổi)  | 14 | 0 | Polokwane City         |  |  |
|    | TV | Kabo Rasuping            | 10 tháng 2, 1992 (22 tuổi)  | 0  | 0 | Gaborone United        |  |  |
| 8  | TV | Phenyo Mongala           | 10 tháng 6, 1985 (26 tuổi)  | 23 | 1 | Don Bosco              |  |  |
| 10 | TV | Ntesang Simanyana        | 2 tháng 12, 1990 (21 tuổi)  | 8  | 1 | Gaborone United        |  |  |
| 3  | TV | Topo Piet                | 11 tháng 12, 1988 (24 tuổi) | 5  | 0 | Nico United            |  |  |
| 13 | TV | Gift Moyo                | 20 tháng 8, 1990 (22 tuổi)  | 4  | 0 | Nico United            |  |  |
| 2  | TV | Abednico Powell          | 28 tháng 1, 1983 (28 tuổi)  | 3  | 0 | Mogoditshane Fighters  |  |  |
| 13 | TV | Alphonse Modisaotsile    | 30 tháng 1, 1985 (26 tuổi)  | 7  | 0 | Gaborone United        |  |  |
|    |    |                          |                             |    |   |                        |  |  |
|    | TĐ | Tebogo Sembowa           | 7 tháng 2, 1988 (23 tuổi)   | 16 | 3 | Gaborone United        |  |  |
|    | TĐ | Kelelelo Kgosimore       |                             | 1  | 0 | Extension Gunners      |  |  |
| 10 | TĐ | Moemedi Moatlhaping      | 14 tháng 7, 1985 (26 tuổi)  | 40 | 4 | Gaborone United        |  |  |